# أرسيناريا
أرسيناريا (بالإنجليزية: Arsenaria) كانت مدينة رومانية بربرية قديمة في موريتانيا القيصرية. تقع في مدينة أرزيو الحالية بالجزائر.